# Cun (unité)
Pour les articles homonymes, voir Cun.
Le cun (« pouce ») est une unité de mesure d'angle utilisée en astronomie chinoise. Elle fait partie d'un ensemble de trois unités d'angle, avec le chi et le zhang, utilisé pour estimer certains angles sur la sphère céleste.

## Valeur ducun
Paradoxalement, aucun document n'indique la valeur exacte d'un cun ou de ses unités associées. En particulier, il n'existe pas de table de conversion entre le cun et l'unité d'angle utilisée pour déterminer les coordonnées des objets sur la sphère céleste (l'équivalent de l'ascension droite et de la déclinaison modernes), le du, dont la valeur est à peine inférieure à un degré. Il est par contre établi que le cun est la plus petite unité du groupe cun/chi/zhang, le zhang correspondant à 10 chi, lui-même étant égal à 10 cun.
Outre le fait que le cun est un centième d'une autre unité d'angle, le zhang, et donc un angle nécessairement petit (des angles allant jusqu'à huit zhang sont rapportés dans divers documents), d'autres éléments plaident en faveur d'une valeur modeste du cun. En particulier, le traité astronomique du Jin Shu stipule que quand deux planètes s'approchent à moins de 7 cun l'une de l'autre, alors le présage astrologique qu'elles annoncent sera « nécessairement » vérifié. Dans un contexte différent, il est mentionné que le déplacement d'une planète sur la sphère céleste est « lent » quand celui-ci est de 1 à 2 cun par jour. Les déplacements observables des planètes extérieures, plus lents que les planètes intérieures, notamment Jupiter et Saturne étant typiquement de l'ordre de 0,1 à 0,2 degré par jour, il apparaît raisonnable d'attribuer une valeur approximative de 0?1 degré par cun. Enfin, l'étude plus détaillée (quoique non exhaustive) des mentions de séparations angulaires lors de diverses conjonctions donne un résultat de 0,1 à 0,2 degré par cun.

## Mesure des angles
La façon dont le cun était effectivement mesuré n'est actuellement pas connue. Il est possible qu'il ait été estimé sans instruments, ce qui serait éventuellement lié au fait que l'angle n'est pas aussi facilement mesurable que la position précise d'un astre par rapport à un système de coordonnées préalablement déterminé, hypothèse qui expliquerait la variation du cun d'un document à l'autre. Cependant, toutes les estimations convergent vers une valeur moyenne du cun nettement inférieure au degré, compatible avec une équivalence approximative entre le chi et le du, qui vaudraient alors un degré, puisque le du est très peu différent d'un degré. Le cun serait donc dans ce contexte de l'ordre d'un dixième de degré.